# 芥川（間所）紗織
芥川（間所） 紗織（あくたがわ〈まどころ〉さおり、1924年〈大正13年〉5月24日 - 1966年〈昭和41年〉1月31日）は、愛知県渥美郡高師村（現・豊橋市）出身の画家。
1950年代から急逝するまで、当時はほとんどいなかった前衛の女性画家の一人であり、また「染色」という全く独自の技法で道を切り開いた作家である。
「芥川」は芥川也寸志との最初の結婚時の、「間所」は間所幸雄との再婚後の姓で、旧姓は山田である。「芥川紗織」とも「間所紗織」とも呼ばれるが、2つの姓を併記して「芥川（間所）紗織」と書かれることも多い。

## 来歴
旧姓を山田といった。東京音楽学校（現・東京藝術大学）本科声楽部を卒業後、作曲家の芥川也寸志と結婚し、芥川麻実子ら2女をもうけた。紗織は結婚後、家で歌を歌うことを遠慮して声楽を諦め、代わって女学校時代に描いていた絵画を再び始める。猪熊弦一郎の研究所に通って油絵を、ろうけつ染めを野口道方について学ぶ。
1953年（昭和28年）、赤穴桂子のすすめで第17回新制作協会展に出品するが、入選はしなかった。
1954年（昭和29年）、第6回日本アンデパンダン展に出品。第4回モダンアート協会展に《女》などを出品し、新人賞を受賞。女流七人展を安部真知、織田リラ、小串里子、オノサトトモコ、草間彌生、森慧と開催。夫とともに中華人民共和国（中国）、ソビエト連邦（ソ連）、東欧を数か月旅行した。この時のソ連訪問がきっかけとなって民話をテーマに作品を手がけるようになる。

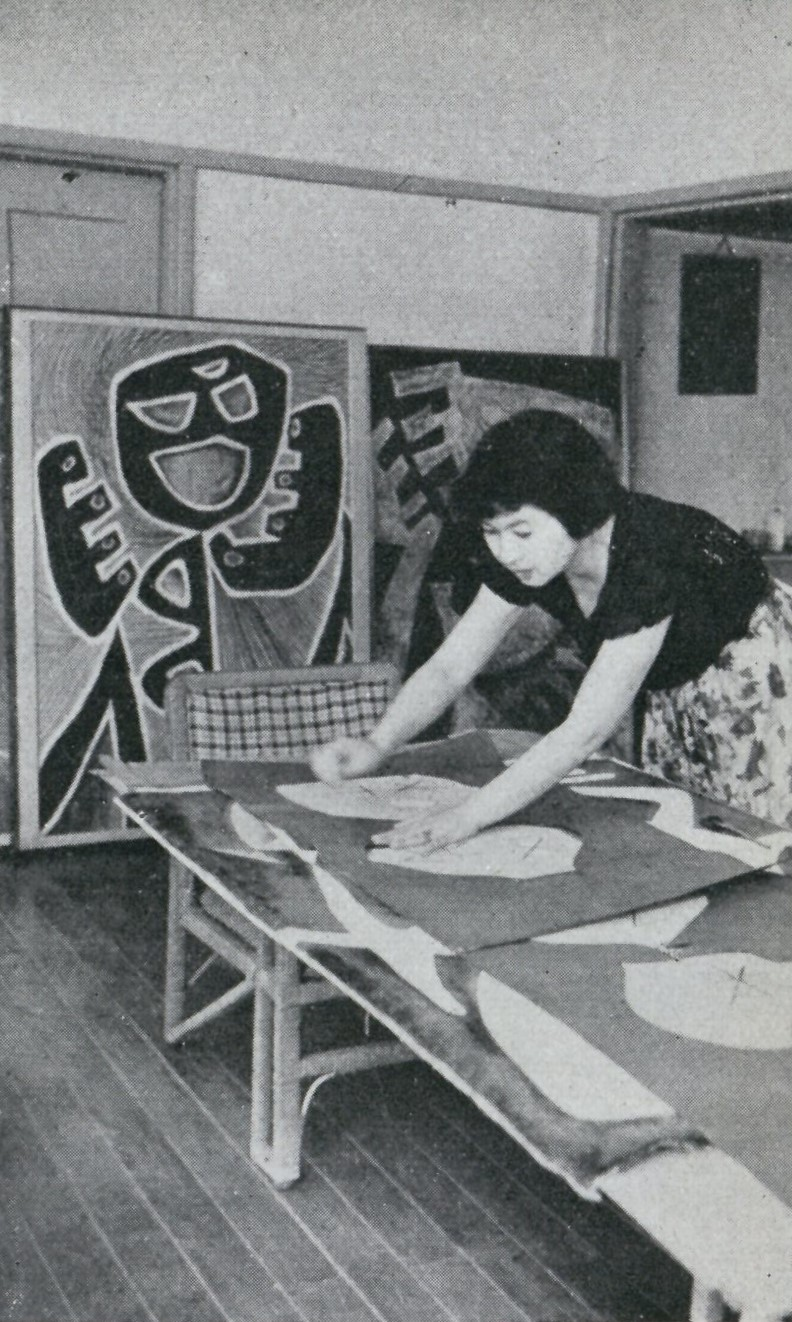
染色画制作の様子（1955年）

1955年（昭和30年）、岡本太郎の勧めにより、吉仲太造、藤沢典明らと共に二科会に移った。第40回二科会岡本太郎室（第9室）に《女B》、《女XI》等の染色を出品して特待賞受賞。9月にメキシコ美術展が開催され、感銘を受ける。メキシコの画家ルフィーノ・タマヨの作品について「前にタマヨの絵を美術雑誌の原色版で見て、そのまか不思議な色彩にひどく惹かれました」と発言している。村松画廊で個展を開催し、《民話ククノチ》と《イザナギノミコトの国造り》を出品。神奈川県立近代美術館の「今日の新人・1955年展」に《入水する弟橘比売命》《天をつきあげるククノチ》を出品した。
1956年（昭和31年）、サトウ画廊で行われた第1回4人展を池田龍雄、河原温、吉仲太造と開催。岡本太郎が主宰する「現代芸術研究所」のメンバー（芥川、難波田龍起、福島秀子、藤沢典明、建畠覚造、吉仲太造）が呉服問屋からの注文で、浴衣をデザイン、販売される。二科春季展に《大木ニハサマレタ若い神》を出品。第41回二科展に《神話　神々の誕生》を出品。第2回4人展を池田龍雄、河原温、吉仲太造と開催し、《神話より》を出品。
1957年（昭和32年）、村松画廊で第3回個展を開催し、《古事記より》を出品。同年、芥川也寸志と離婚。
1959年（昭和34年）、伊勢湾台風の荒れ狂う中、アメリカ合衆国（米国）に出発。ロサンゼルス・アートセンタースクールにてグラフィックデザインを学ぶ。ロス・カウンティミュージアム公募展に入選した。
1960年（昭和35年）、ニューヨークに到着。第14回女流画家協会日米交歓展（ニューヨーク・リバーサイド美術館）に桂ユキ、村尾隆栄、草間彌生とともに在米出品者として参加（山田紗織の名で）。ニューヨーク、アートステューデントリーグのウィル・バーネット教室にて、1962年（昭和37年）まで油彩を学んだ。同年帰国して昭和画廊で第4回個展を開催し、渡米中の作品を出品した。
1963年（昭和38年）、第17回女流画家協会展に《黒いシェープB》を出品。建築家・間所幸雄と結婚。
1965年（昭和40年）、第19回女流画家協会展に《スフィンクス》を出品した。
1966年（昭和41年）、妊娠中毒症のため病死。

## 再評価
生誕100周年にあたる2024年（令和6年）、作品243点を紹介した『烈（はげ）しいもの。燃えるもの。強烈なもの。 芥川紗織 生涯と作品』が東京新聞出版から刊行された。また4～12月、日本国内の10の美術館が連携して、企画展や常設展示で作品を紹介する「プロジェクト Museum to Museums」が展開されている。

## 主な作品
美術館名は所蔵している施設を示す。

### 初期作品
パブロ・ピカソやジョアン・ミロ、斎藤義重や岡本太郎の影響を受けながら、自分の様式を模索していた事がうかがえる。特徴的な点は、人物を植物的なかたちや、線でユーモラスに表現しているところだろう。また、1954年頃までは、油彩と染色を並行して制作している。

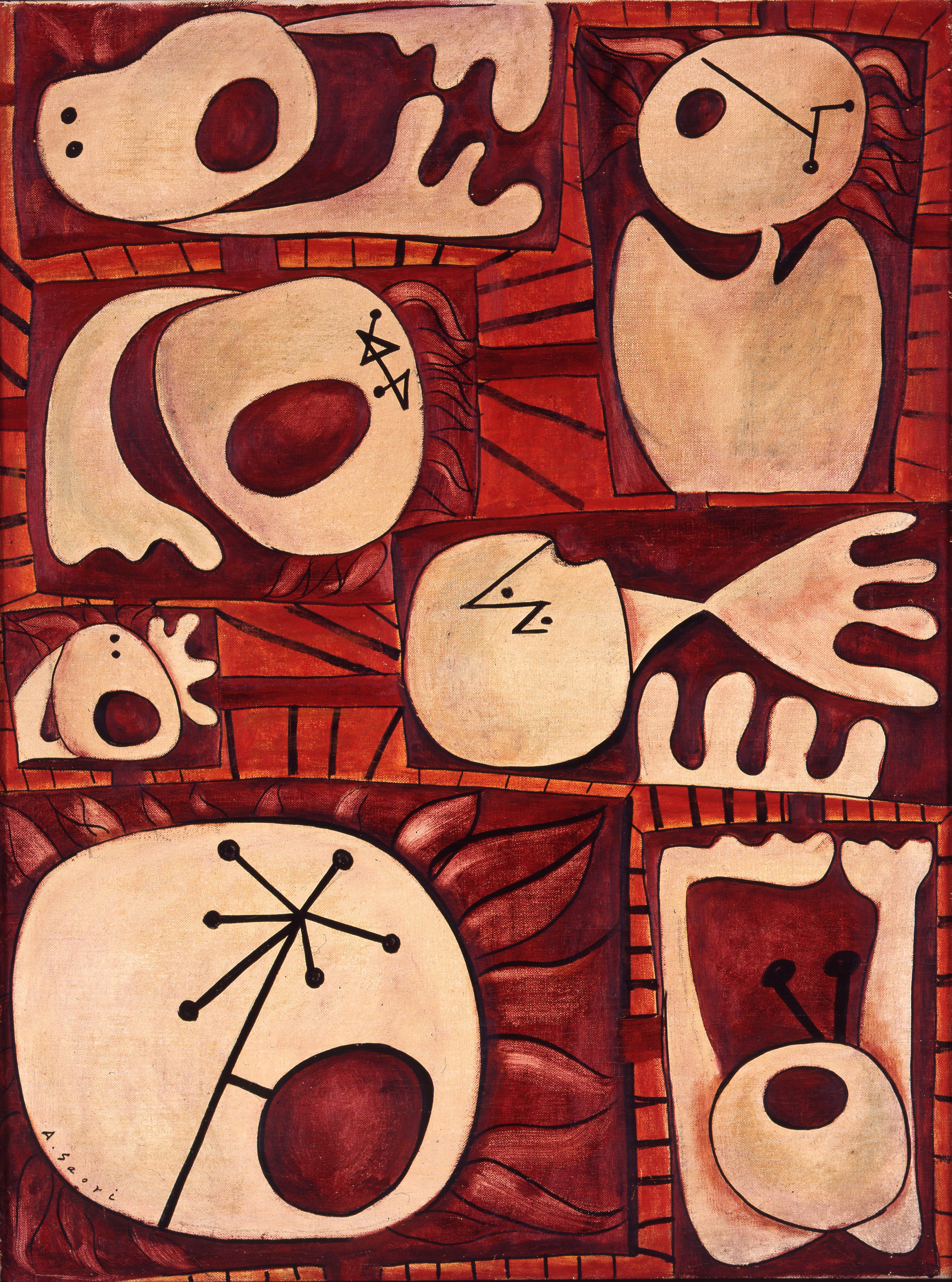
女・顔（豊橋市美術博物館）

- 1954年《女・顔Ⅱ》：油彩、豊橋市美術博物館
- 1954年《女・顔Ⅰ》：油彩、豊橋市美術博物館
- 1954年《2人の女》：油彩 、栃木県立美術館
- 1954年《リボンのある顔》：油彩、個人蔵
- 1954年《作品B》：油彩、個人蔵

### 「女」シリーズ
画面の中心に一人の女が立っている。時に叫び、髪を逆立てるこの女たちを、芥川（間所）紗織は繰り返し描く。この「女」というタイトルは、初期の頃から晩年まで繰り返しつけられており、彼女にとって非常に重要なテーマであった。熱い怒りを強く主張する「女」は、当時の他の作家とは全く異質な、個人的な問題を取り上げ、突き詰めている。
- 1954年《女（見る、聞く、話す）》：油彩 、個人蔵
- 1954年《顔》：油彩、川崎市立岡本太郎美術館
- 1954年《女Ⅺ》：染色、板橋区立美術館
- 1954年《女©》：染色、刈谷市美術館
- 1954年《泉の守り神》：染色、個人蔵
- 1954年《女》：染色、名古屋市美術館
- 1955年《女Ⅺ》：染色、東京都現代美術館
- 1955年《女(1)》：染色、東京国立近代美術館
- 1955年《女（B)》：染色、東京国立近代美術館

### 神話・民話シリーズ
日本の伝説の中から気に入った題材を選び、自分で咀嚼した登場人物を、大胆かつ鮮やかな色彩で描いた。とりわけ、代表作である《古事記より》では、イザナギが妻のイザナミに死をもたらした火神を剣で斬り、イザナミを追いかけはするものの、その変わり果てた姿に逃げ帰るという物語が絵巻物のようにダイナミックに繰り広げられる。芥川はこの「神話・民話」シリーズにおいて、自ら洞察を加えたテーマを自由奔放な想像力で最大限に展開させている。
- 1955年《イザナギノミコトの国造り》：染色、東京都現代美術館
- 1955年《天を突き上げるククノチ》：染色、豊橋市美術博物館
- 1956年《神話・神々のタンジョウ》：染色、高松市美術館
- 1956年《入水するおとたちばな姫》：染色、名古屋市美術館
- 1956年《ヤマトタケルの魚退治 神話より》：染色、東京国立近代美術館
- 1956年《大木ニハサマレタ若い神》：染色、世田谷美術館
- 1956年《神話・神々の誕生Ⅱ》：染色、東京国立近代美術館
- 1956年《神話より(4)》：染色、栃木県立美術館
- 1956年《「神々の誕生」神話より》：染色、国立国際美術館
- 1957年《古事記より》：染色、世田谷美術館
- 1957年《神話より》：染色、名古屋市美術館
- 1957年《古事記より》：染色、名古屋市美術館
- 1958年《民話(1)》：染色、名古屋市美術館
- 1958年《民話(2)》：染色、世田谷美術館

### 抽象画シリーズ
渡米を機に、芥川はそれまでに確立した画風を一変させる。鮮やかな色彩でダイナミックに描かれた登場人物たちは姿を消し、2～3色の限られた色彩で、有機的なフォルムを組み合わせた抽象画を描くようになる。
- 1962年《黒と茶》：油彩、東京国立近代美術館
- 1963年《朱とモーブA》：油彩、名古屋市美術館
- 1963年《朱とグレー》：油彩、個人蔵
- 1963年《黒いシェープB》：油彩、個人蔵
- 1964年《スフィンクス》：油彩、横須賀美術館
- 1964年《スフィンクス》：油彩、東京国立近代美術館
- 1965年《赤と黒A》：油彩、個人蔵
- 1965年《赤と黒B》：油彩、個人蔵